# Zorghotel
Een zorghotel is een hotel met zorgvoorzieningen.
Naast hotelpersoneel hebben zorghotels ook verzorgers en verpleegkundigen in dienst. Veelal slaapt de gast op een ziekenhuisbed in plaats van een gewoon bed. Mogelijke services en voorzieningen zijn fysiotherapie, huisartsenzorg, een eigen apotheek en voorzieningen voor toegankelijkheid. Daarnaast worden de gangbare hotelservices geleverd.
Zorghotels kunnen zich richten op ouderen, patiënten die net uit het ziekenhuis komen maar nog niet naar huis kunnen, maar ook op mensen die op vakantie willen maar daar zorg bij nodig hebben.
Kort verblijf van gehandicapten in een zorghotel kan in Nederland als respijtzorg vergoed worden via een persoonsgebonden budget om mantelzorgers te ontlasten. Maximaal is dit voor 156 dagen per jaar, wat neerkomt op drie dagen per week. Binnen de indicatie kunnen de dagen opgespaard worden, naar behoefte van de mantelzorger.

## Ontwikkeling
In de tweede helft van de twintigste eeuw kregen West-Europese ziekenhuizen veelal een royale hotelfunctie: patiënten gingen pas naar huis als ze geen noemenswaardige verzorging meer nodig hadden. Aan het eind van de twintigste eeuw werd deze functie ter discussie gesteld, mede om kosten te besparen. Het aantal ligdagen werd in Nederland daadwerkelijk afgebouwd, maar alternatieven waren lang niet altijd beschikbaar. Deze leemte is in Nederland, België en Suriname opgevuld door zorghotels, die veel goedkoper zijn dan ziekenhuizen. De verblijfskosten in ziekenhuis bedragen ongeveer 840 euro per dag, terwijl de verblijfskosten in zorghotels slechts rond 120 euro tot 320 euro per dag bedraagt.

## Eerstelijnsverblijf in Nederland
Medisch noodzakelijk kortdurend verblijf in een zorghotel geldt als eerstelijnsverblijf (elv). Dit is in 2015 geïntroduceerd en gewoonlijk is er een medische indicatie binnen de Zorgverzekeringswet voor nodig Een verblijf in een zorghotel kan echter ook andersoortig zijn en onder de aanvullende verzekering vallen.
In 2016 was de zorgduur in zorghotels sterk afhankelijk van het doel: als tussenstap voor terugkeer naar huis duurde her verblijf gemiddeld 40 dagen, bij palliatieve terminale zorg was dat 23 dagen.

## Voorbeeld
- RCR Zorghotel in Paramaribo